# Шарм сир Рон
Шарм сир Рон (фр. Charmes-sur-Rhône) насеље је и општина у источној Француској у региону Рона-Алпи, у департману Ардеш која припада префектури Прива.
По подацима из 2011. године у општини је живело 2.437 становника, а густина насељености је износила 409,58 становника/km². Општина се простире на површини од 5,95 km². Налази се на средњој надморској висини од 111 метар (максималној 223 m, а минималној 106 m).

## Демографија
| 1962. | 1968. | 1975. | 1982. | 1990. | 1999. | 2011. |
| ----- | ----- | ----- | ----- | ----- | ----- | ----- |
| 930   | 937   | 1.142 | 1.550 | 1.826 | 2.070 | 2.437 |

График промене броја становника у току последњих година